# البتية
قرية البتية هي إحدى القرى التابعة لمركز مشتول السوق في محافظة الشرقية في جمهورية مصر العربية. حسب إحصاءات سنة 2006، بلغ إجمالي السكان في البتية 3573 نسمة، منهم 1904 رجل و1669 امرأة.

## التاريخ
قرية البتية من القرى القديمة، حيث وردت باسم «البتيات» في أعمال الشرقية ضمن قرى الروك الناصري التي أحصاها ابن الجيعان في كتاب «التحفة السنية بأسماء البلاد المصرية». وفي العصر العثماني وردت باسم «البتيات» في التربيع العثماني الذي أجراه الوالي العثماني سليمان باشا الخادم في عصر السلطان العثماني سليمان القانوني ضمن قرى ولاية الشرقية، وفي تاريخ 1228هـ/1813م الذي عدّ قرى مصر بعد المسح الذي قام به محمد علي باشا باسم «البتية» ضمن قرى مديرية الشرقية.